# معبد خورشید مصری

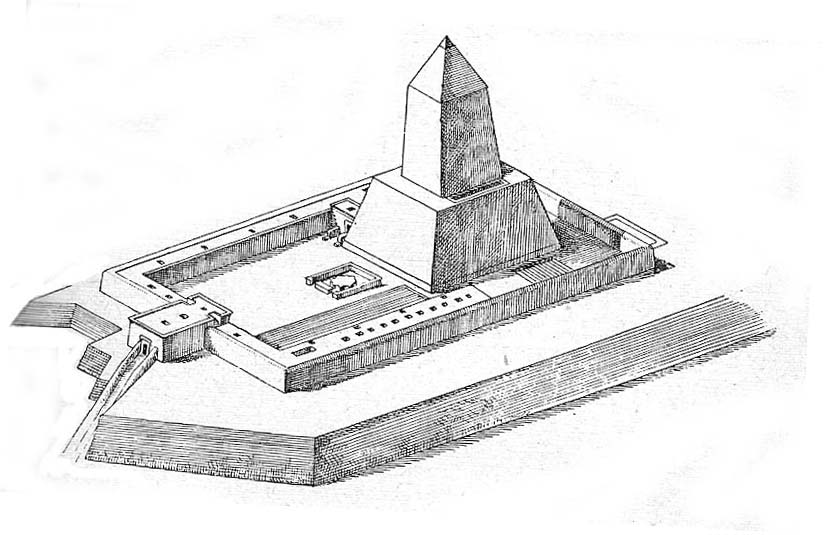
معبد خورشید نیوسررع در ابو صیر

معابد خورشید مصری، معابدی در مصر باستان برای خدای خورشید رع بودند. این اصطلاح بیشتر برای معابدی که توسط شش یا هفت فرعون از سلسله پنجم در طول دوره پادشاهی قدیم ساخته شده‌اند، آمده‌است. با این حال، معابد خورشید هزار سال بعد در زمان آخناتون در پادشاهی جدید با ساخت معبد کرنک در تبس دوباره ظاهر شدند.
معابد خورشید سلسله پنجم در دو منطقه ابو گوراب و ابو صیر در ۱ کیلومتری یکدیگر و حدود ۱۵ کیلومتری جنوب قاهره امروزی ساخته شدند. آنها ممکن است از یک معبد خورشید کهن‌تر در هلیوپلیس الگوبرداری شده باشند. گمان می‌رود که شش یا هفت معبد ساخته شده باشد، اما تنها دو معبد کشف شده‌است: معبد اوسرکاف و معبد نیوسررع. شش پادشاه مرتبط با ساخت معابد خورشید عبارتند از: اوسرکاف، ساحورع، نفریرکارع، نفرفرع، نیوسررع و منکاوحور. جدکارع، هشتمین پادشاه سلسله پنجم، به نظر می‌رسد که به‌طور ناگهانی ساخت معابد خورشید را متوقف کرده باشد. معبد کشف شده نیوسررع در نزدیکی روستای ابو گوراب هنوز بقایای چشمگیری را در خود جای داده‌است، به ویژه محراب مرکزی که شامل یک قربانگاهی است که به خوبی حفظ شده و متشکل از تعدادی قطعات سنگ مرمر است. دو معبد خورشید یافت شده (تا کنون) به قدری ویران شده‌اند که حفاری‌ها بیشتر به نشانه‌های هیروگلیف در نام معابد تکیه می‌کنند تا شکل مشخصه‌های معبد خورشید مصری مانند ابلیسک را بازسازی کنند. با این حال، ویرانه‌ها نشان می‌دهد که این معبدها مکان عبادت در هوای آزاد به جای محصور بودند.